# Królewski Korpus Kadetów

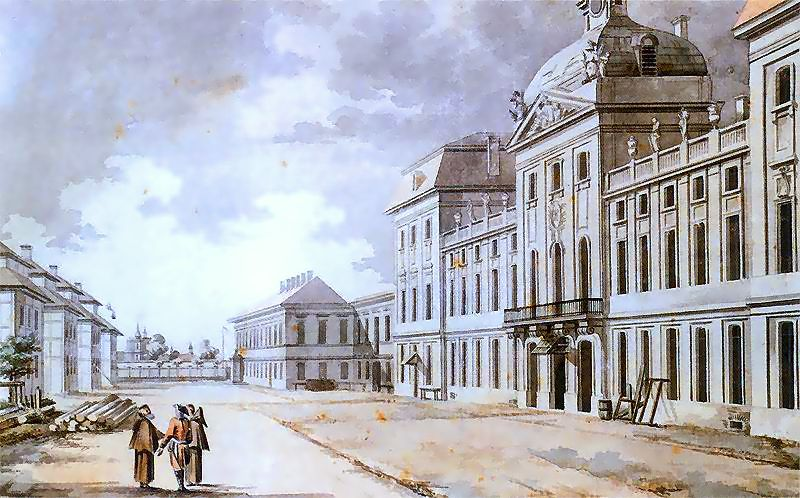
Szkoła Rycerska w Warszawie - akwarela Zygmunta Vogla.

Królewski Korpus Kadetów – XVIII wieczna szkoła oficerska założona w 1765 roku w Warszawie przez króla polskiego Stanisława Augusta Poniatowskiego.

## Nazwa
Szkoła miała wiele nazw: Akademia Szlacheckiego Korpusu Kadetów J. K. M. i Rzplitej, Królewski Korpus Kadetów, Królewska Kompania Kadetów. Spotykana jest również w literaturze nazwa Szkoła rycerska JPP Kadetów J. K. Mości i Rzplitej.

## Historia
Uczelnię utworzył ostatni król polski Stanisław August Poniatowski 15 marca 1765 w Warszawie. Nosiła ona początkowo nazwę Akademii Szlacheckiej Korpusu Kadetów, a potocznie była nazywana Szkołą Rycerską. W lutym 1766 rozkazem królewskim połączono Królewską Kompanię Kadetów z Kompanią Kadetów Artylerii w jeden Królewski Korpus Kadetów.
Szkoła utrzymywana była ze skarbu państwa i kształciła ok. 200 uczniów pochodzących z uboższej szlachty. Czteroletni program kształcenia obejmował przedmioty ogólnokształcące, zwłaszcza ścisłe i języki obce, a od II klasy również wojskowe - inżynierię wojskową, naukę fechtunku, strzelania, jazdy konnej. Uczono także tańca, muzyki i dobrych manier. Szkoła została zamknięta w 1794, po upadku insurekcji kościuszkowskiej.

## Wychowawcy i uczniowie
Na czele uczelni jako założyciel oraz szef Korpusu Kadetów stał król Stanisław August Poniatowski. Komendantem szkoły był Marszałek Trybunału Litewskiego, dowódca Gwardii Litewskiej oraz generał Ziem Podolskich książę Adam Kazimierz Czartoryski. Sprawami administracyjnymi oraz finansowymi zajmował się książę August Sułkowski.
Wśród wychowanków szkoły m.in. Tadeusz Kościuszko, Julian Ursyn Niemcewicz, Karol Sierakowski, Jakub Jasiński, Karol Kniaziewicz, Stanisław Fiszer i Stanisław Kostka Potocki.